# Kozjansko-bizeljsko narečje
Kozjansko-bizeljsko narečje ( znano tudi kot brežiško-kozjansko narečje  ali bizeljsko-obsoteljsko narečje ) je narečje slovenskega jezika znotraj štajerske narečne skupine. Območje kozjansko-bizeljskega narečja se razprostira severno od reke Save pri Brežicah, približno od Jurkloštra na severu do Podčetrtka na jugu. Vključuje naselja Kozje, Bizeljsko, Bistrica ob Sotli in ostale kraje vzhodno do reke Sotle in meje s Hrvaško. Je najjužnejše od narečij iz štajerske narečne skupine. Na jugozahodu prehaja v dolenjska narečja, na jugovzhodu pa si deli nekatere skupne značilnosti s kajkavskimi govori hrvaškega jezika. 